# 6. studenoga
6. studenoga (6. 11.) 310. je dan godine po gregorijanskom kalendaru (311. u prijestupnoj godini).
Do kraja godine ima još 55 dana.

## Događaji
- 1861. – Jefferson Davis izabran za predsjednika Konfederacije Američkih Država.
- 1890. – Na 9. sjednici Dalmatinskog sabora raspravljalo se o prijedlogu zastupnika Mihe Klaića od 29. listopada 1890. o uvođenju hrvatskog kao naukovnog jezika u zadarskoj gimnaziji umjesto talijanskog; usvojen je s 33 glasa za, 1 protiv, 4 nisu glasovali.[1]
- 1903. – U Zagrebu osnovan HAŠK.
- 1917. – U noćnom napadu boljševici su osvojili Zimski dvorac u Petrogradu – počela je Oktobarska revolucija
- 1945. – Osnovana košarkaška sekcija u sklopu splitskog Hajduka, iz koje je izrastao najbolji FIBA-in klub na svijetu 20. stoljeća KK Split.
- 1975. – Svoj prvi nastup je održao britanski glazbeni sastav Sex Pistols, kasnije će postati ikona punka.
- 1975. – Marokanski je kralj Hasan II. potaknuo Zeleni marš, u kojem je 350.000 nenaoružanih Marokanaca krenulo u Zapadnu Saharu protiv španjolske kolonijalne vlasti.

| - 1494. – Sulejman Veličanstveni, turski sultan († 1566.) - 1623. – Mitrofan Voronješki, ruski svetac († 1703.) - 1661. – Karlo II., španjolski kralj, posljednji španjolski Habsburgovac († 1700.) - 1817. – Gustav Karl Wilhelm Hermann Karsten, njemački botaničar i geolog († 1908.) - 1861. – James Naismith, kanadsko-američki izumitelj košarke († 1939.) - 1863. – Francis Ellingwood Abbot, američki filozof († 1903.) - 1880. – Robert Musil, austrijski književnik († 1942.) - 1883. – Nasta Rojc, hrvatska slikarica († 1964.) - 1910. – Rafael Kalinić, hrvatski katolički svećenik, franjevac, mučenik († 1943.) - 1921. – James Jones, američki književnik († 1977.) - 1923. – Lili Legenstein, hrvatska kazališna umjetnica († 2021.) - 1928. – Marko Majstorović, hrvatski katolički svećenik, monsinjor († 2004.) - 1928. – Ivan Đalma Marković, hrvatski nogometni trener i igrač († 2006.) - 1930. – Antun Dubravko Jelčić, hrvatski književnik i političar († 2020.) - 1935. – Toma Bebić, hrvatski umjetnik († 1990.) - 1938. – Mirko Tomasović, hrvatski književni povjesničar († 2017.) - 1949. – Silvije Tomašević, hrvatski novinar i publicist († 2021.) - 1953. – Željko Jerkov, hrv. košarkaš, bivši jugoslavenski košarkaški reprezentativac i jedno vrijeme predsjednik Hajduka iz Splita - 1963. – Branka Pujić, srpska glumica - 1965. – Dubravko Habek, hrvatski liječnik - 1967. – Franjo Matešin, hrvatski slikar i književnik - 1983. – Nicole Hosp, austrijska alpska skijašica - 1987. – Ana Ivanović, srpska tenisačica | - 1893. – Petar Iljič Čajkovski, ruski skladatelj (* 1840.) - 1936. – Ivša Lebović, hrvatski političar i odvjetnik (* 1874.) - 1964. – Nasta Rojc, hrvatska slikarica (* 1883.) - 1998. – Niklas Luhmann, njemački sociolog, opisivao je ljudsko društvo kao komunikacijski sustav (* 1927.) - 1999. – Regina Kazarjan, armenska slikarica (* 1915.) - 2001. – Božidar Knežević, hrvatski redatelj, autor filma Oluja nad Krajinom (* 1952.) - 2012. – Milivoj Slaviček, hrvatski pisac (* 1929.) - 2021. – Marinko Rokvić, bosanskohercegovački i srbijanski pjevač (* 1954.) - 2024. – Ivica Krajač, hrvatski skladatelj (* 1938.) - 2024. – Ivan Zvonimir Čičak, hrvatski političar (* 1947.) |